# Spread Firefox
Spread Firefox, často též zkracovaný jako SFX, byl komunitní server několika stovek nadšenců webového prohlížeče Mozilla Firefox, kteří se jej snaží propagovat. Server byl založen Asou Dotzlerem a Blake Rossem 14. září 2004 na systému Drupal. V roce 2005 vyhrál soutěž Best Marketing Project v UK Linux a Open Source Awards 2005. Server svým úspěchem inspiroval řadu dalších projektů a vznikl tak například SpreadOpenOffice.org.

## Zajímavé události

### Inzerát v New York Times
19. října 2004 se na hlavní stránce serveru objevila výzva, jejímž cílem bylo posbírat peníze na celostránkový inzerát v novinách New York Times ku příležitosti vydání Firefoxu 1.0. Akce se setkala s velkým ohlasem a oproti původním předpokladům přispělo na inzerát přibližně 10 000 lidí. Inzerát vyšel 16. prosince 2004 a na webu je k dispozici v PDF verzi.

### Firefox Flicks
Projekt FirefoxFlicks Archivováno 19. 10. 2006 na Wayback Machine. byl spuštěn v prosinci 2005 a cílem soutěže bylo vytvořit 30 sekundové video na propagaci Firefoxu. Akce se setkala s velkou publicitou.

### World Firefox Day 2006
Kampaň World Firefox Day byla zahájena 15. července 2006 tj. v den výročí Mozilla Foundation a běžela do 15. prosince 2006. Cílem akce bylo sebe a přátele nominovat na Firefox Friend Wall, která bude zobrazena v ústředí Mozilla Foundation. Nominovanému e-mailem přišel link na stažení Firefoxu, který když stáhl, tak mu byla nominace potvrzena. Jména budou též uvedena ve zdrojovém kódu Firefoxu 2.0.